# NGC 6290
NGC 6290 (другие обозначения — UGC 10665, MCG 10-24-88, ZWG 299.43, ARAK 513, PGC 59428) — спиральная галактика с перемычкой (SBa) в созвездии Дракон.
Этот объект входит в число перечисленных в оригинальной редакции «Нового общего каталога».